# Myrmica arisana
Myrmica arisana (лат.) — вид мелких муравьёв рода Myrmica (подсемейство мирмицины).

## Распространение
Восточная Азия: Тайвань (Arisan).

## Описание
Мелкие коричневые муравьи длиной около 5 мм. Стебелёк между грудкой и брюшком состоит из двух члеников: петиолюса и постпетиолюса (последний четко отделен от брюшка), жало развито, куколки голые (без кокона).

## Систематика
Близок к Myrmica rubra (у самцов такой же длинный скапус, группа видов M. rubra), хотя первоначально был описан как вариетет таксона M. rugosa из видовой группы M. rugosa. Вид был впервые описан в 1930 году и назван по имени места обнаружения на острове Тайвань.